# Илакса
И́лакса — река в России.

## Общие сведения
Протекает в Республике Карелия по территории Прионежского района. Впадает в озеро Лососинское — исток реки Лососинки. Длина реки составляет 14 км. Имеются мосты при въезде в кооператив «Связист» и на старой дороге Лососинное — Шапшезеро.

## Данные водного реестра
По данным государственного водного реестра России относится к Балтийскому бассейновому округу, водохозяйственный участок реки — Бассейн Онежского озера без рек Шуя, Суна, Водла и Вытегра, речной подбассейн реки — Свирь (включая реки бассейна Онежского озера). Относится к речному бассейну реки Нева (включая бассейны рек Онежского и Ладожского озера).